# Барсуков Микола Платонович
Мико́ла Плато́нович Барсуко́в (* 8(20) листопада 1838, Липецьк — 23 листопада (6 грудня) 1906, Петербург) — російський історик, археограф, бібліограф.

## Біографічні відомості
Під час навчання у 1859–1861 роках у Петербурзькому університеті був залучений Миколою Костомаровим до наукової діяльності.
Автор історико—літературних досліджень «Джерела руської агіоґрафії» (1882), «Життя і праці В. Г. Барського» (1885) тощо. Підготував до публікації документи й архівні матеріали з історії російської та української культур: листування Миколи Карамзіна, Олександра Пушкіна, Антона Дельвіга, Євгена Баратинського і П. Плетньова з П. Вяземським; книги «Життя і праці Г. М. Строєва» (1878), «Мандрівки В. Г. Барського по святих місцях Сходу з 1723 до 1747» (1885 — 1887). Багатотомне дослідження Барсукова «Життя і праці М. П. Погодіна» (1888 — 1910) містить матеріали, що стосуються також української літератури й культури, зокрема, про участь українських письменників у літературному процесі 30-50 років, особисті і творчі взаємини Миколи Гоголя, Григорія Квітки-Основ'яненка, М. Максимовича, О. Бодянського, Ю. Венеліна, Д.Зубрицького з М. Погодіним, документи про Кирило-Мефодіївське братство, арешт Тараса Шевченка тощо.